# Took Her to the O
«Took Her to the O» — песня американского рэпера King Von, выпущенная 21 февраля 2020 как третий сингл со второго микстейпа Levon James (2020). Она была спродюсирована Chopsquad DJ. Это его самая высокая песня в чартах, она заняла 47 в чарте Billboard Hot 100.

## Описание
King Von читает агрессивно читает рэп поверх «зловещего фортепианного ритма». Он подробно рассказывает о том, как соблазнил девушку и отвёз её в квартал 6400 на Саут-Кинг-Драйв, также известный как О'Блок.  Во время этого Вон сталкивается с другим мужчиной, и ситуация становится насильственной.

## Музыкальное видео
Музыкальное видео было выпущено вместе с синглом. В нём King Von рассказывает свою историю терапевту. Кадры были сняты в Лос-Анджелесе.

## Чарты

### Недельные чарты
| Чарт (2020)                           | Высшая позиция |
| ------------------------------------- | -------------- |
| Канада (Billboard Canadian Hot 100)   | 56             |
| Новая Зеландия (RMNZ)                 | 18             |
| США (Billboard Hot 100)               | 47             |
| США (Billboard Hot R&B/Hip-Hop Songs) | 14             |

### Итоговые годовые чарты
| Чарт (2021)                           | Позиция |
| ------------------------------------- | ------- |
| США Hot R&B/Hip-Hop Songs (Billboard) | 64      |

## Сертификации
| Регион                                                                      | Сертификация | Продажи   |
| --------------------------------------------------------------------------- | ------------ | --------- |
| США (RIAA)                                                                  | Платиновый   | 1 000 000 |
| Данные о продажах + прослушиваниях приведены только на основе сертификации. |              |           |